# Großsteingrab Wozinkel
Das Großsteingrab Wozinkel war eine megalithische Grabanlage der jungsteinzeitlichen Trichterbecherkultur bei Wozinkel, einem Ortsteil der Gemeinde Obere Warnow im Landkreis Ludwigslust-Parchim (Mecklenburg-Vorpommern). Es wurde 1867 zur Gewinnung von Baumaterial für die Chaussee von Parchim nach Sternberg zerstört und dabei untersucht.

## Lage
Die Lage des Grabes wird nur allgemein mit „zu Wozinkel, nördlich von Parchim“ angegeben. Westlich von Wozinkel lagen die Großsteingräber bei Grebbin und östlich die Großsteingräber bei Granzin.

## Beschreibung
Das Grab besaß eine längliche Hügelschüttung unbekannter Ausrichtung und Größe. Darin stand eine große Grabkammer aus acht Wandsteinen mit etwa 6 Fuß (ca. 1,8 m) Höhe. Länge und Breite der Kammer sind nicht überliefert. Die Decksteine fehlten. Bei der Kammer handelte es sich um einen Großdolmen. Die Zwischenräume der Wandsteine waren mit Trockenmauerwerk aus kleinen Steinen ausgefüllt. Der Kammerboden wies ein Pflaster aus Lehm, grobem Sand (Grand) und geglühtem Feuerstein auf. Darauf lagen Platten aus Rotsandstein.
In der Kammer wurde ein ursprünglich sitzend bestattetes menschliches Skelett entdeckt. Es muss sich um ein Kind oder einen jungen Jugendlichen gehandelt haben, da im rechten Oberkiefer die beiden hinteren Molare noch nicht durchgebrochen waren. Über der Bestattung war die Kammer mit Erde und Steinen verfüllt.
An Grabbeigaben wurden nicht näher beschriebene Keramikscherben und ein roh behauener, ungeschliffener Schmalmeißel aus grauem Feuerstein gefunden. Letzterer befindet sich heute in der Sammlung des Archäologischen Landesmuseums Mecklenburg-Vorpommern in Schwerin.